# DB BR 65
Паровоз Deutsche Bundesbahn Baureihe 65 — танк-паровоз, предназначавшийся для вождения пригородных поездов в городских агломерациях на Германской федеральной железной дороге.
Baureihe 65 должен был заменить на железной дороге паровозы серий Preußische T18 и Preußische T14.
Всего фирмой «Krauss-Maffei» было изготовлено восемнадцать локомотивов: тринадцать в 1951 году и ещё пять в 1955—1956 годах.